# Kukačka hnědokřídlá
Kukačka hnědokřídlá (Clamator coromandus) je druh kukačky s velkým areálem výskytu napříč jižní a jihovýchodní Asií. Typickým znakem druhu jsou kaštanová křídla a černá chocholka.

## Systematika
Druh popsal již švédský přírodovědec Carl Linnaeus v roce 1766. Jedná se o monotypický taxon, tzn. nejsou uznávány žádné poddruhy. Podle molekulárních dat se jedná o bazálního představitele rodu Clemator.

## Výskyt
Kukačka hnědokřídlá obývá jižní a jihovýchodní Asii. Je to částečně tažný druh a obecně se dá říci, že léta tráví na severu a zimuje na jihu, v některých oblastech se však zdržuje celoročně. Vyskytuje se od severní Indie od himálajského předhůří, Nepálu, Bhútánu a severovýchodního Bangladéše po jižní Čínu a na jih po Zadní Indii a Malajský poloostrov. Vyskytuje se na četných ostrovech jihovýchodní Asie, k těm největším patří Sumatra, Borneo, Sulawesi a ostrovy Filipín. Vzhledem k širokému areálu výskytu obývá různé habitaty. Patří k nim stálezelené primární i sekundární lesy a křoviny, bambusové háje nebo lesní okraje kultivovaných ploch. Občas se může vyskytovat přímo na plantážích nebo dokonce ve vesnicích. Může vystoupat až do 2450 m n. m.

## Popis

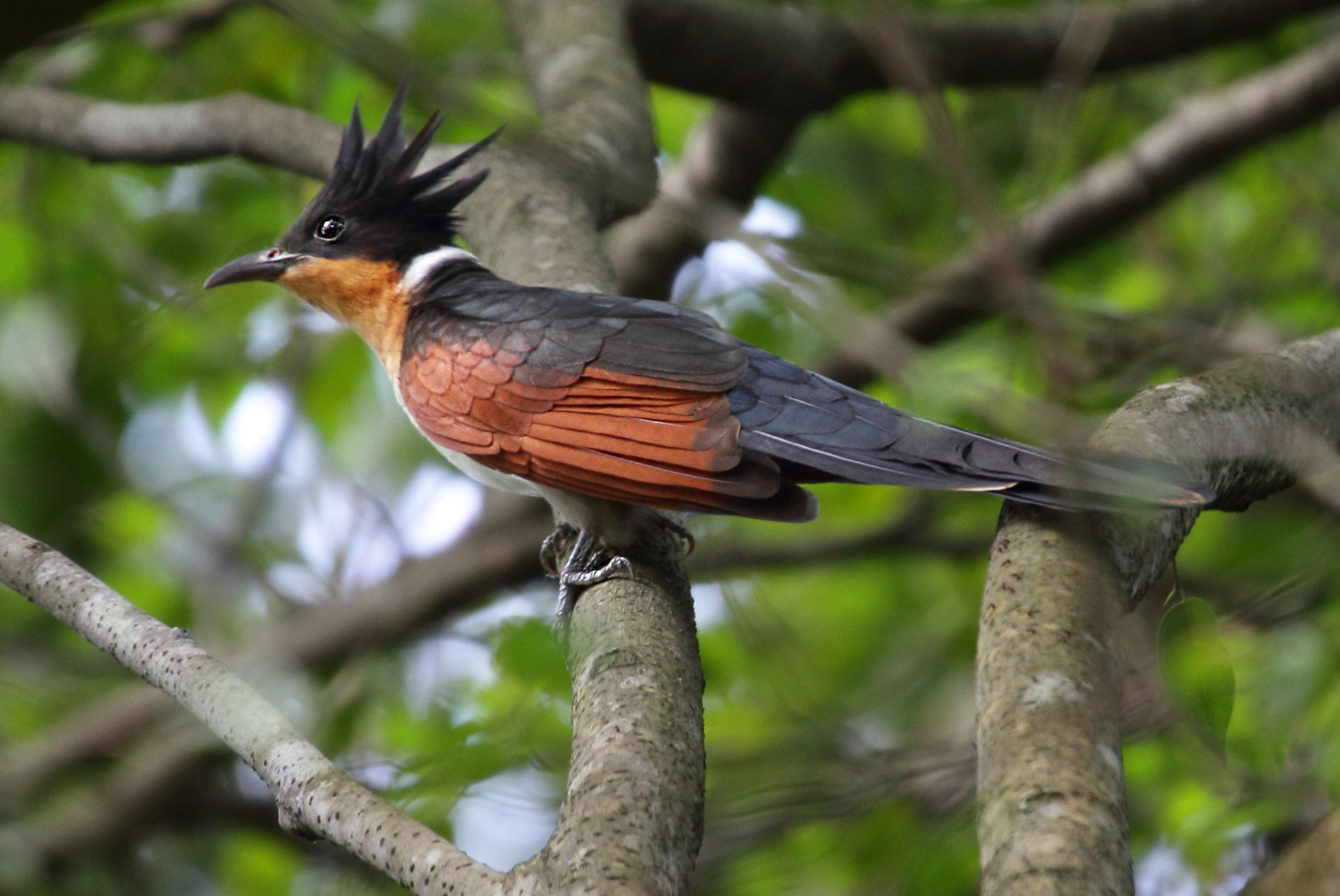
Kukačka hnědokřídlá (Singapur)

Tato středně velká kukačka dorůstá délky 38–46 cm. Horní část hlavy je kovově modročerná. Stejnou barvu má i výrazná vysoká chocholka. Na šíji se nachází tenký bílý pásek, za ním hned pokračuje černé opeření, které pokrývá hřbet, kostřec i ocas. Ocasní pera mají svrchu bílé zakončení. Svrchní strana křídel je na ramenních perutích, vnitřních krovkách a krycích letkách černá, zbytek křídel je kaštanový, přičemž letky mají tmavě hnědé konce. Spodní strana křídel je světle hnědá. Brada a hrdlo jsou rezavé, hruď a břicho bílé, spodina šedá. Spodek ocasu je většinou černý s rezavým zakončením, vnější (okrajová) rýdovací pera jsou zakončena bíle. Duhovky jsou červenohnědé, zobák černý, nohy šedé.

## Biologie
Vyskytuje se jednotlivě nebo v malých volně sdružených hejnech. Živí se hmyzožravě, do jídelníčku kukačky patří housenky, brouci, kudlanky, mravenci a pavouci.

### Hnízdění
Jedná se o hnízdního parazita. Samice snáší jedno až pět vajec do hnízd jiných ptáků, hlavně pěvců z čeledi Leiothrichidae. Zatímco v Indii se rozmnožuje během období dešťů (duben až srpen, hlavně květen až červen), v Myanmaru to je březen až květen, což je odvozeno od hnízdního období tamějších hostitelů.

## Ohrožení a početnost
Mezinárodní svaz ochrany přírody (IUCN) považuje kukačku hnědokřídlou za málo dotčený druh se stabilní populací. Početnost populace není známá, nicméně druh bývá popisován jako docela běžný.